# 111.º Congreso de los Estados Unidos
La 111º Congreso de los Estados Unidos fue la reunión del Poder Legislativo del Gobierno Federal de los Estados Unidos, compuesto del Senado y la Cámara de Representantes. Inició durante las últimas semanas de la Administración de George W. Bush, y el resto de los dos años con la Administración de Barack Obama. El Congreso durará desde el 3 de enero de 2009, hasta el 3 de enero de 2011, e inició su primera sesión el 6 de enero de 2009. El prorrateo de escaños está basado en el censo de los Estados Unidos de 2000. En las elecciones del 4 de noviembre de 2008, el Partido Demócrata incrementó su mayoría en ambas cámaras. Un nuevo delegado fue agregado para las Islas Marianas del Norte.

## Eventos principales

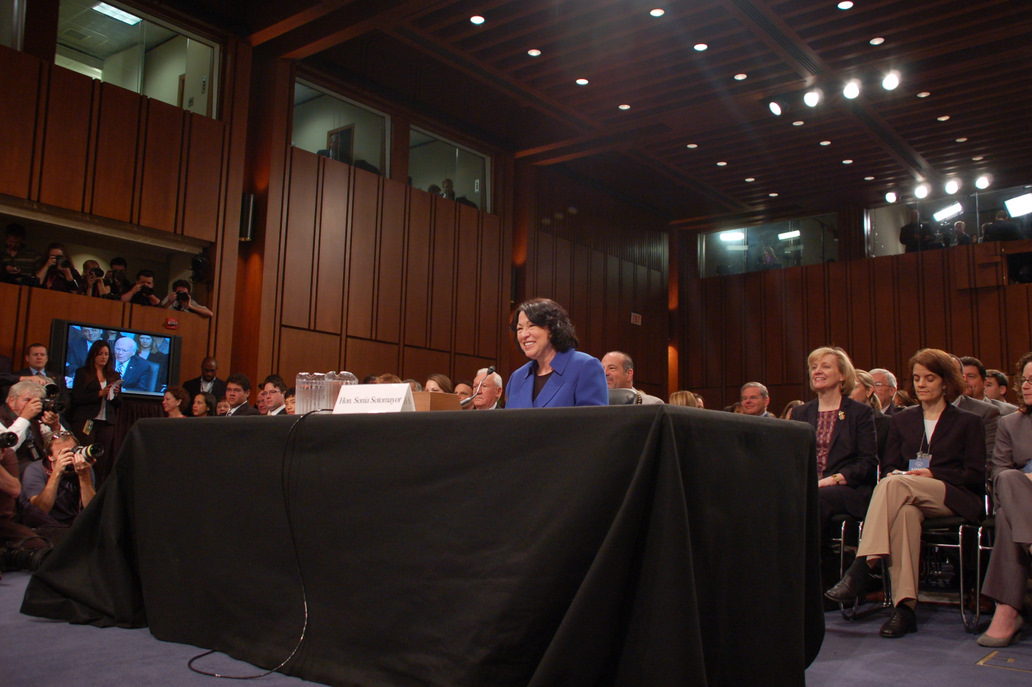
Sonia Sotomayor testificando ante el Comité Judicial del Senado por su nombramiento a la Corte Suprema de Estados Unidos, el 13 de julio de 2009

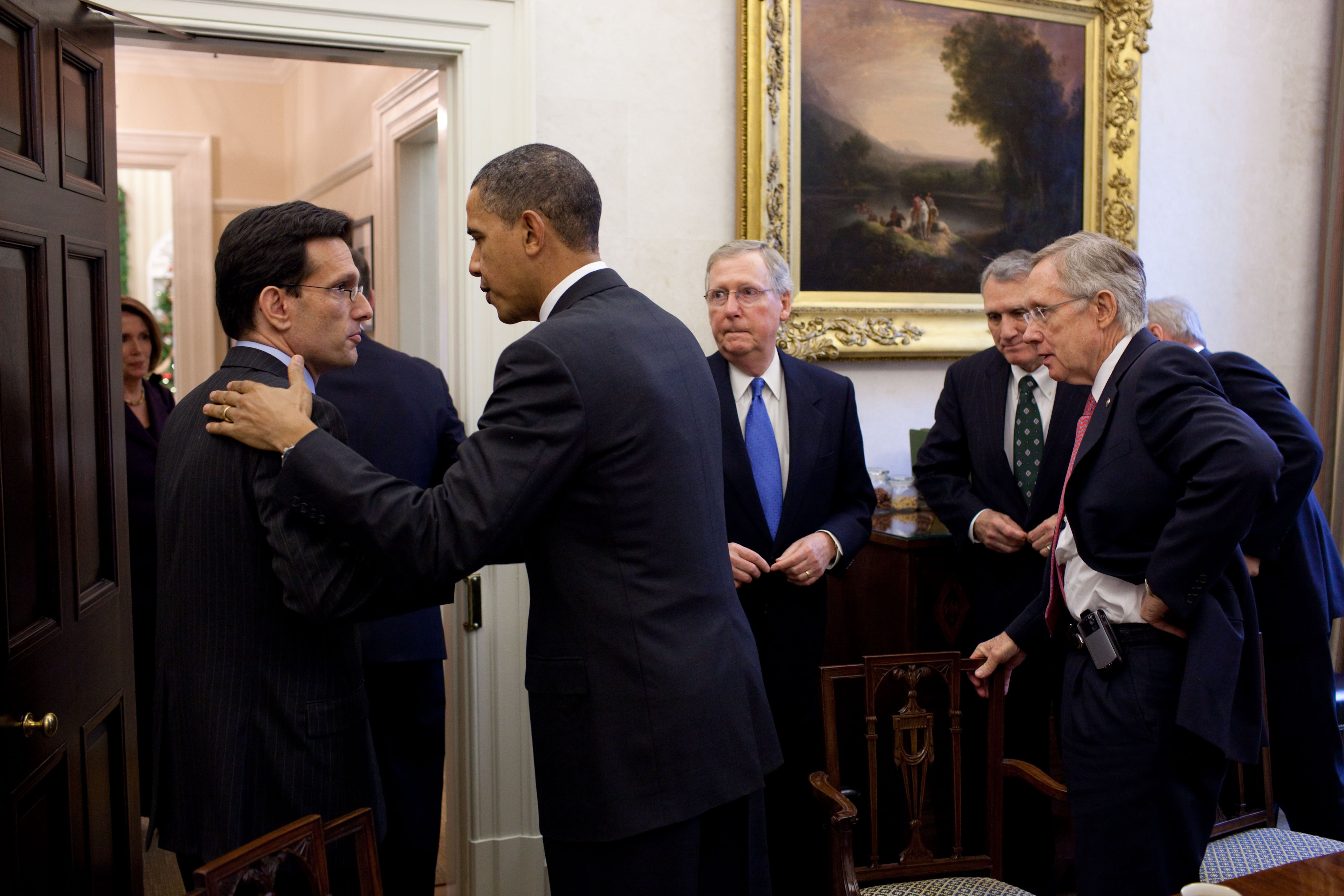
Líderes del Congreso en reunión con el presidente Obama, el 30 de noviembre de 2010

- Enero de 2009 — La disputa para dos escaños al Senado estuvo abierta:
  - Una reunión para el escaño vacante dejado en Illinois por el presidente - electo Barack Obama fue llenado por Roland Burris (D).
  - La disputa de la elección sobre los escaños en Minnesota entre el titular Norm Coleman (R) y  Al Franken (D), que se decidió en favor del último.
  - El fallecimiento de Ted Kennedy dio inicio a una búsqueda de reemplazo que aún está en progreso.
- 8 de enero de 2009 — La Sesión conjunta contó los votos del colegio electoral de las elecciones presidenciales de 2008.[2]
- 20 de enero de 2009 — Inauguración del Presidente Barack Obama y el Vicepresidente Joe Biden.
- 2 de noviembre de 2010 — Las elecciones generales de 2010 son programdas.

## Resumen del partido

### Senado
| Afiliación                | Partido (En negrita se indica la mayoría del colegio electoral) | Partido (En negrita se indica la mayoría del colegio electoral) | Partido (En negrita se indica la mayoría del colegio electoral) | Total |         |  |
| ------------------------- | --------------------------------------------------------------- | --------------------------------------------------------------- | --------------------------------------------------------------- | ----- | ------- |  |
| Afiliación                |                                                                 |                                                                 |                                                                 | Total |         |  |
| Afiliación                | Demócrata                                                       | Independiente                                                   | Republicano                                                     | Total | Vacante |  |
| Fin del congreso anterior | 48                                                              | 2                                                               | 49                                                              | 99    | 1       |  |
|                           |                                                                 |                                                                 |                                                                 |       |         |  |
| Inicia                    | 55                                                              | 2                                                               | 41                                                              | 98    | 2       |  |
| 16 de enero de 2009       | 56                                                              | 2                                                               | 41                                                              | 99    | 1       |  |
| Votos obtenidos           | 58.6%                                                           | 58.6%                                                           | 41.4%                                                           |       |         |  |

Nota: Un escaño está en disputa y por eso fue listado como vacante.

### Cámara de Representantes
| Afiliación                       | Partido (En negrita se indica la mayoría del colegio electoral) | Partido (En negrita se indica la mayoría del colegio electoral) | Partido (En negrita se indica la mayoría del colegio electoral) | Total |         |
| -------------------------------- | --------------------------------------------------------------- | --------------------------------------------------------------- | --------------------------------------------------------------- | ----- | ------- |
| Afiliación                       |                                                                 |                                                                 |                                                                 | Total |         |
| Afiliación                       | Demócrata                                                       | Independiente                                                   | Republicano                                                     | Total | Vacante |
| Fin del congreso anterior        | 235                                                             | 0                                                               | 198                                                             | 433   | 2       |
|                                  |                                                                 |                                                                 |                                                                 |       |         |
| Inicia                           | 256                                                             | 0                                                               | 178                                                             | 434   | 1       |
| Votos obtenidos                  | 58.9%                                                           | 0.0%                                                            | 41.0%                                                           |       |         |
| Votos de los que no son miembros | 5                                                               | 1                                                               | 0                                                               | 6     | 0       |